# Haliaspis arecibo
Haliaspis arecibo är en insektsart som beskrevs av Howell 1978. Haliaspis arecibo ingår i släktet Haliaspis och familjen pansarsköldlöss. Inga underarter finns listade i Catalogue of Life.